# 仲直りのテーマ
『仲直りのテーマ』（なかなおりのテーマ）は、筋肉少女帯の17枚目のシングル。2007年9月5日にトイズファクトリーより発売された。

## 概要
1999年に活動を「凍結」し、2006年になって7年ぶりに活動を「解凍」した筋肉少女帯が、翌2007年にリリースしたシングルCDである。シングル・カット元のアルバム『新人』と同時発売された。
同バンドは活動凍結中、一時疎遠となるメンバー同士もいたのだが、徐々に関係を修復、「仲直り」と称してイベントなどで度々ネタにしていた。晴れて復活を果たし、10年ぶりのシングルとして発売されたのが本CDで、「仲直り」を強調した内容となっている。

## 収録曲
1. 仲直りのテーマ
（作詞・作曲：大槻ケンヂ / 編曲：筋肉少女帯）
2. 君よ!俺で変われ! （Live Version）
（作詞：大槻ケンヂ / 作曲：本城聡章, 筋肉少女帯 / 編曲：筋肉少女帯）
3. 戦え!何を!?人生を! （Live Version）
（作詞：大槻ケンヂ / 作曲：筋肉少女帯 / 編曲：筋肉少女帯）
4. 仲直りのテーマ （Live Version）
（作詞・作曲：大槻ケンヂ / 編曲：筋肉少女帯）
5. 仲直りのテーマ （Instrumental Version）
（作曲：大槻ケンヂ / 編曲：筋肉少女帯）